# Jiří Baloun

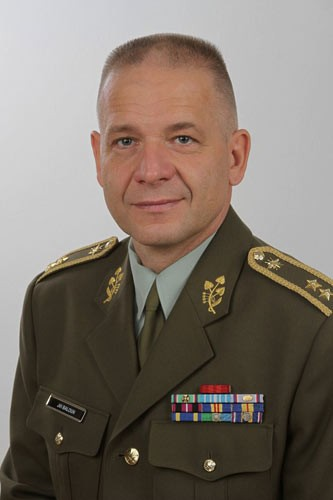
Jiří Baloun

Jiří Baloun (* 27. März 1961 in Prag) ist ein tschechischer Offizier. Er wurde am 8. Mai 2011 zum Generalmajor befördert. 

## Leben
Baloun besuchte die Militärtechnische Hochschule (Vysoká vojenská technická škola) in Liptovský Mikuláš (Abschluss 1983) sowie die Militärakademie Brünn, wo er 1999 promovierte. Darüber hinaus absolvierte er eine Ausbildung an der National Defense University in Washington, D.C. (2007–2008).
Baloun begann seine militärische Laufbahn im Jahr 1983 als Führer eines Richtfunkzugs. 1993 wechselte er in den Stab und stieg dort innerhalb von zehn Jahren bis zum Stabshauptabteilungsleiter Führung auf; von 2003 bis 2004 war er gleichzeitig Abteilungsleiter Sicherheit im Verteidigungsministerium. Im Jahr 2004 wurde er Hauptabteilungsleiter Kommunikations- und Informationssysteme des Verteidigungsministeriums und Chef der Fernmeldetruppe, worauf im Jahr 2008 schließlich seine Ernennung zum Hauptabteilungsleiter Streitkräfteplanung des Verteidigungsministeriums folgte. 
Von 1998 bis 2001 war Baloun als Verbindungsoffizier der Vertreter seines Landes im NATO-Militärausschuss sowie in der Westeuropäischen Union tätig. Seit Oktober 2011 ist er selbst nationaler Vertreter im NATO-Militärausschuss sowie im Militärstab der Europäischen Union; er löste auf diesem Posten Jaroslav Kolkus ab. 
Jiří Baloun ist verheiratet und zweifacher Vater.